# Cerro Castor

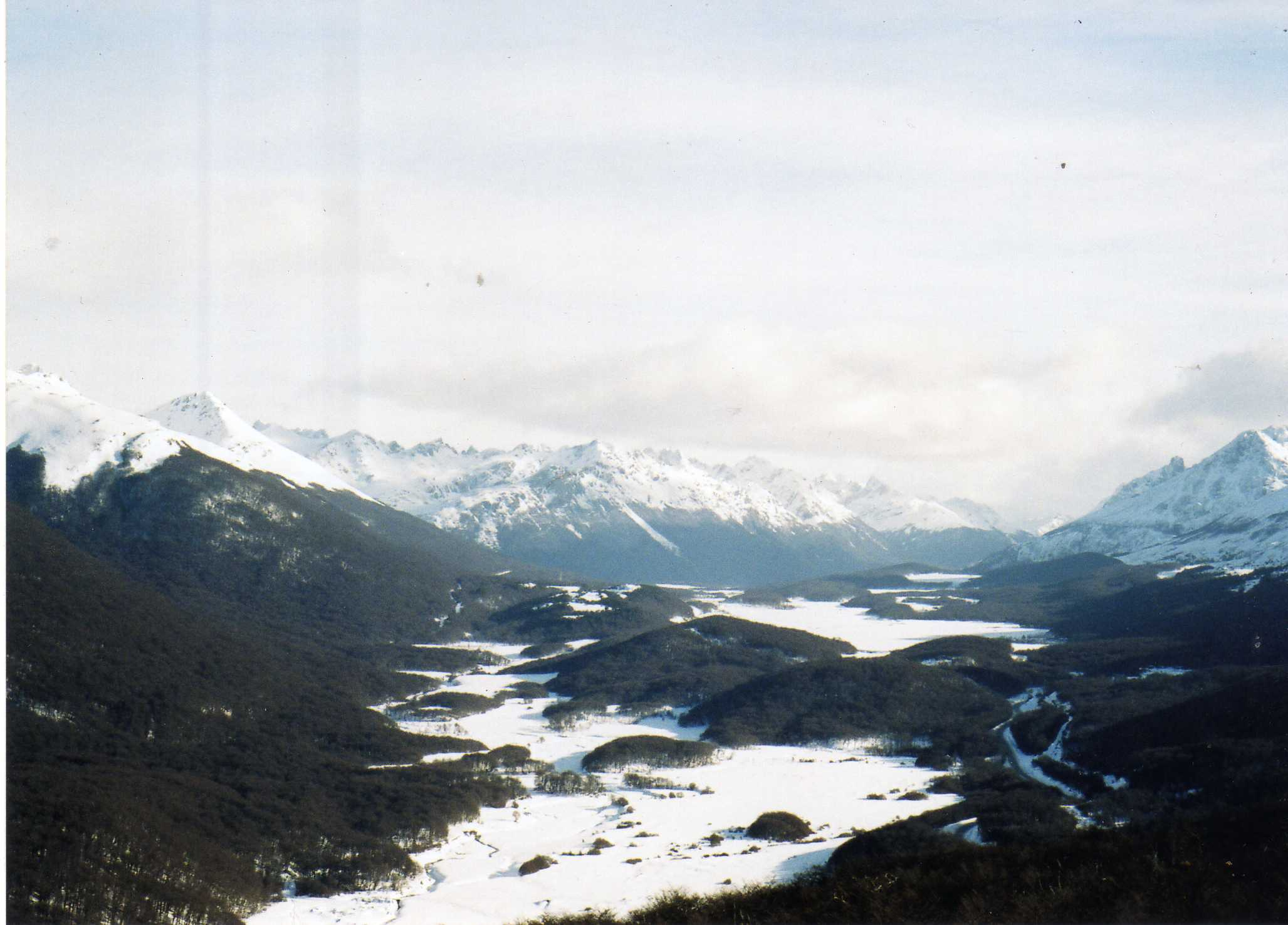
Cerro Castor

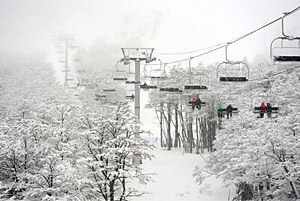
Seggiovia

Cerro Castor è una stazione sciistica situata sul versante meridionale del monte Krund, a 26 chilometri da Ushuaia, nella provincia della Terra del Fuoco, in Argentina.
Situata oltre il 54º parallelo, è la stazione sciistica più meridionale del mondo e, grazie al clima freddo della regione, le sue piste possono essere utilizzate per diversi mesi, in genere tra giugno e ottobre.
Inaugurato nel 1999, l'area dispone di dieci impianti di risalita, che consentono di trasportare fino a 9.500 persone all'ora: quattro seggiovie quadriposto, tre skilift e tre tapis-roulant. Sul Cerro Castor sono tracciate ventotto piste innevate (molte delle quali sono omologate dalla Federazione internazionale sci e snowboard), che si estendono su 600 ettari di superficie utile e un dislivello di 800 m, uno snowpark, diverse struttive ricettive e ricreative, rifugi di montagna, una scuola di sci, un servizio di pronto soccorso e un bosco di lenga. Oltre al classico sci alpino, il centro offre altre attività come snowboard, skiboard, sci alpinismo, slittino, sci di fondo e ciaspole.
Dal 2012 la località ha ospitato gare internazionali, tra cui la Coppa del Mondo di freestyle 2013 e la Coppa sudamericana di sci.